# Dharampuri
Dharampuri é uma cidade e uma nagar panchayat no distrito de Dhar, no estado indiano de Madhya Pradesh.

## Geografia
Dharampuri está localizada a 22° 10′ N, 75° 21′ L. Tem uma altitude média de 139 metros (456 pés).

## Demografia
Segundo o censo de 2001, Dharampuri tinha uma população de 13 229 habitantes. Os indivíduos do sexo masculino constituem 51% da população e os do sexo feminino 49%. Dharampuri tem uma taxa de literacia de 62%, superior à média nacional de 59,5%: a literacia no sexo masculino é de 70% e no sexo feminino é de 53%. Em Dharampuri, 16% da população está abaixo dos 6 anos de idade.